# SPARC Enterprise
De SPARC Enterprise-serie is een reeks UNIX-servers die gebaseerd zijn op de SPARC V9-architectuur. De productlijn was het resultaat van een samenwerking tussen Sun Microsystems en Fujitsu en werd in 2007 op de markt gebracht als opvolger van Sun's Sun Fire- en Fujitsu's PRIMEPOWER-serverproductlijnen. De codenaam van deze productlijn is APL (Advanced Product Line).
Na de overname van Sun door Oracle Corporation in 2010 schrapte Oracle de benaming SPARC Enterprise en verkocht servers op basis van CMT-processors (te beginnen met de SPARC T3-processor) als SPARC T-serie servers. Fujitsu bleef de servers tot 2015 verkopen onder de naam SPARC Enterprise. Bij de introductie van de SPARC M10 in 2013 heeft Fujitsu de productlijn omgedoopt tot "SPARC Servers".

## Modellen

### M-serie
De SPARC Enterprise midrange en high-end servers op basis van SPARC64 VI, SPARC64 VII en SPARC VII+ processoren worden aangeduid als de M-serie. Deze systemen bevatten RAS-mogelijkheden (Reliability, Availability, Serviceability) vergelijkbaar aan die van mainframes. De M-serie kan Solaris 10 of Solaris 11 draaien.
| Model | Codenaam      | Type                         | Maximum CPU's                     | CPU MHz                                                  | Maximum RAM | Maximum opslag   | Jaartal            |
| ----- | ------------- | ---------------------------- | --------------------------------- | -------------------------------------------------------- | ----------- | ---------------- | ------------------ |
| M3000 | Ikkaku        | rackmount, 2U                | 1× SPARC64 VII of VII+            | 2,52-2,75 GHz (VII) of 2,86 GHz (VII+)                   | 64 GB       | 4× 2,5 inch SAS  | 12/2008 tot 2/2013 |
| M4000 | OPL FF1       | rackmount, 6U                | 4× SPARC64 VI, VII of VII+        | 2,15 GHz (VI), 2,53 GHz (VII) of 2,66 GHz (VII+)         | 256 GB      | 2× 2,5 inch SAS  | 8/2007 tot 6/2013  |
| M5000 | OPL FF2       | rackmount, 10U               | 8× SPARC64 VI, VII of VII+        | 2,15 GHz (VI), 2,53 GHz (VII) of 2,66 GHz (VII+)         | 512 GB      | 4× 2.5-inch SAS  | 8/2007 tot 6/2013  |
| M8000 | OPL DC1       | datacenter rack              | 16× SPARC64 VI, VII of VII+       | 2,28-2,4 GHz (VI), 2,52-2,88 GHz (VII) of 3,0 GHz (VII+) | 1024 GB     | 16× 2.5-inch SAS | 8/2007 tot 5/2014  |
| M9000 | OPL DC2 / DC3 | een of twee datacenter racks | 32 of 64× SPARC64 VI, VII of VII+ | 2,28-2,4 GHz (VI), 2,52-2,88 GHz (VII) of 3,0 GHz (VII+) | 4096 GB     | 64× 2.5-inch SAS | 8/2007 tot 5/2014  |

### T-serie
De SPARC Enterprise entry-level en midrange servers op basis van UltraSPARC T1 en UltraSPARC T2 processoren worden aangeduid als de T-serie. Deze systemen maken gebruik van een multithreading, multicore-ontwerp dat bedoeld was om de processor efficiënter te gebruiken en tegelijkertijd het stroomverbruik te reduceren. De T-serie kan Solaris 10 of Solaris 11 draaien.
| Model | Codenaam   | Type          | Maximum CPU's     | CPU MHz         | Maximum RAM | Maximum opslag                      | Jaartal            |
| ----- | ---------- | ------------- | ----------------- | --------------- | ----------- | ----------------------------------- | ------------------ |
| T1000 | Erie       | rackmount, 1U | 1× UltraSPARC T1  | 1,0 GHz         | 32 GB       | 1× 3,5 inch SATA of 2× 2,5 inch SAS | 5/2007 tot 10/2009 |
| T2000 | Ontario    | rackmount, 2U | 1× UltraSPARC T1  | 1,0 1,2 1,4 GHz | 64 GB       | 4× 2,5 inch SAS                     | 5/2007 tot 10/2009 |
| T5120 | Huron 1U   | rackmount, 1U | 1× UltraSPARC T2  | 1,2 1,4 GHz     | 128 GB      | 8× 2,5 inch SAS                     | 11/2007 tot 5/2012 |
| T5140 | Maramba 1U | rackmount, 1U | 2× UltraSPARC T2+ | 1,2 1,4 GHz     | 128 GB      | 8× 2,5 inch SAS                     | 4/2008 tot 8/2011  |
| T5220 | Huron 2U   | rackmount, 2U | 1× UltraSPARC T2  | 1,2 1,4 1,6 GHz | 128 GB      | 16× 2,5 inch SAS                    | 11/2007 tot 8/2011 |
| T5240 | Maramba 2U | rackmount, 2U | 2× UltraSPARC T2+ | 1,2 1,4 1,6 GHz | 256 GB      | 16× 2,5 inch SAS                    | 4/2008 tot 11/2011 |
| T5440 | Batoka 4U  | rackmount, 4U | 4× UltraSPARC T2+ | 1,2 1,4 1,6 GHz | 512 GB      | 4× 2,5 inch SAS                     | 10/2008 tot 8/2012 |

## Partitionering en virtualisatie
De M-serie ondersteunt Dynamic Domains en Dynamic Reconfiguration, waarmee een enkele machine kan worden opgedeeld in meerdere elektrisch geïsoleerde partities. De servers uit de T-serie kunnen gepartitioneerd worden met behulp van Logical Domains.
Bijkomende virtualisatie kan zowel op de M-serie als de T-serie geleverd worden door Solaris Zones (ook gekend als Solaris Containers) om geïsoleerde virtuele servers te creëren binnen een enkele instantie van het besturingssysteem.